# Mudvayne (альбом)
Mudvayne — одноимённый альбом группы Mudvayne, вышедший 21 декабря 2009. Альбом занял 54 строчку в чарте Billboard 200, продавшись в количестве более 34,000 тысяч копий на первой неделе. Альбом был записан летом 2008 года, параллельно с The New Game. Главной особенностью альбома было то, что оформление выполнено из специальных красок, которые видно только при свете ультрафиолетовой лампы (без такого освещения альбом полностью белый).
Тура в поддержку альбома не было, причиной послужила низкие продажи — в первую неделю было продано примерно 34,000 тысячи копий, но уже на следующей всего 14,000 тысяч. Помимо этого, релиз получил в основном средние и положительные отзывы.

## Трек-лист
Слова и музыка всех песен — Чед Грей, Грег Триббетт, Райан Мартини и Мэтью Макдоноу.
| №                   | Название                | Длительность |
| ------------------- | ----------------------- | ------------ |
| 1.                  | «Beautiful and Strange» | 5:05         |
| 2.                  | «1000 Mile Journey»     | 5:56         |
| 3.                  | «Scream with Me»        | 2:52         |
| 4.                  | «Closer»                | 3:21         |
| 5.                  | «Heard It All Before»   | 6:05         |
| 6.                  | «I Can't Wait»          | 3:03         |
| 7.                  | «Beyond the Pale»       | 4:47         |
| 8.                  | «All Talk»              | 2:52         |
| 9.                  | «Out to Pasture»        | 5:47         |
| 10.                 | «Burn the Bridge»       | 3:36         |
| 11.                 | «Dead Inside»           | 4:55         |
| Общая длительность: | Общая длительность:     | 48:17        |

## Участники записи
- Чед Грей — вокал
- Грег Триббетт — гитара
- Райан Мартини — бас-гитара
- Мэтью МакДоноу — барабаны